# ولوم را بالا ببرید (فیلم)
ولوم را بالا ببرید (به انگلیسی: Pump Up the Volume) فیلمی محصول سال ۱۹۹۰ و به کارگردانی الن مویل است. در این فیلم بازیگرانی همچون کریستین اسلیتر، اسکات پولین، الن گرین، سامانتا ماتیس، میمی کندی، چریل پولاک، آنی راس، احمد زاپا و ست گرین ایفای نقش کرده‌اند.